# Эй, гузель Къырым
Эй, гузе́ль Къыры́м (крымскотат. «Ey, güzel Qırım», «Эй, гузель Къырым», перевод: «Мой прекрасный Крым», дословный перевод «Эй, красивый Крым!») — крымскотатарская народная песня. Её мелодия общепризнана среди крымских татар и часто звучит на крымскотатарских концертах. 

## История
Текст песни повествует о печальной жизни в изгнании и скорби об утраченной родине. Происхождение песни неясно, но считается, что она была написана анонимно после депортации крымских татар. Однако есть неподтвержденные утверждения, что первоначально песня состояла из трёх куплетов, которые были написаны крымскими татарами Фатмой Халиловой и Шукри Османовым (после депортации проживавшими в Андижане) во время их визита в Алушту в 1968 году, после чего песня стала распространяться по всему Узбекистану, где жили крымские татары. Часть песни была включена в песню Джамалы «1944», c которой она представляла Украину на Евровидении 2016, где одержала победу.

## Текст песни

### Оригинальный вариант
| Эй, Гузель Къырым |
| --- |
| Алуштадан эскен еллер Юзюме урды. Балалыкътан оськен ерлер Козюме тюшти. Мен бу ерде яшылмадым, Яшлыгъыма тоялмадым, Ватаныма асрет олдым, Эй, гузель Къырым. Багъчаларнынъ мейвалары Бал иле шербет Сувларынъны иче-иче Тоялмадым мен. Бала-чагъа Ватаным деп, Козъяшын тёке, Къартларымыз элин джайып Дуалар эте. |

### Перевод на русский язык
| С. Джемилова |
| --- |
| Ветра дующие из Алушты Почувствовал на своём лице Родные места детства Предстали перед глазами На родной земле я не жил Молодым я вдоволь не был я по Родине тосковал, О, прекрасный Крым! Здесь растут сады и фрукты, Здесь шербет и мёд, Не напьюсь водою чистой, Что в Крыму течёт Не жила в родных местах я, Радость юности не знала, Я по Родине скучала, О, прекрасный Крым! Скажут «Родина» — детишки Сразу слёзы льют, Старики простерши руки Всё молитвы шлют… На родной земле я не жил, Молодым я вдоволь не был, Я по Родине тоскую, Мой прекрасный Крым! Не жила в родных местах я, Радость юности не знала, Я по Родине скучала, Мой прекрасный Крым! |